# Domingo Prat
Domingo Prat (Barcelona, 17 de marzo de 1886 - Haedo, Provincia de Buenos Aires, Argentina, 22 de noviembre del 1944) fue un guitarrista, compositor y pedagogo de música argentino de origen español, considerado uno de los más importantes guitarristas de Buenos Aires a principios del siglo XX.

## Biografía
Prat era hijo del guitarrista amateur Tomás Prat Puig. Recibió su primera formación musical en la Escuela Municipal de Música de Barcelona. Estudió guitarra con Miguel Llobet y Francisco Tárrega desde 1898 hasta 1904. 
En 1904 se trasladó a Argentina y se estableció como profesor de guitarra en Buenos Aires en 1907. Allí difundió la escuela de Tárrega. Domingo Prat se casó en 1909 con la guitarrista Carmen Farré Ors, hija de León Farré Duro, quien trabajó con él. 
En 1934, publicó el "Diccionario de Guitarristas", en una edición limitada de 1605 ejemplares, y que sigue hoy en día siendo utilizado como obra de referencia. 
Gracias a su trabajo, se convirtió en uno de los guitarristas más importantes de Buenos Aires a principios del siglo XX, junto a Julio Salvador Sagreras. Prat fundó un conservatorio en Haedo y enseñó a muchos guitarristas reconocidos, como María Luisa Anido (desde 1914).

## Obras
- Andante
- Bajo el sauce, milonga
- Danza española 1 i 3
- Estudio
- Güeya
- Jota
- Mazurka
- Pasionarias, vidalita
- Recuerdo de Santiago del Estero
- Recuerdos de Saldungaray, estilo
- Variaciones sobre la Huella
- "Minué Federal"